# Марковское (Гомельская область)
Марковское (бел. Маркоўскае) (до 1940 года Горновище) — деревня в Боровском сельсовете Лельчицкого района Гомельской области Белоруссии.
На западе урочище Горбатая Поляна.

## География

### Расположение
В 12 км на юго-запад от Лельчиц, 77 км от железнодорожной станции Ельск (на линии Калинковичи — Овруч), 227 км от Гомеля.

## Транспортная сеть
На автодороге Глушковичи — Лельчицы. На юге река Уборть (приток реки Припять). Планировка из улицы с меридиональной ориентацией (с обеих сторон дороги), к южному концу которой присоединяется с запада короткая дугообразная улица. Застройка преимущественно деревянная, усадебного типа.

## История
Согласно письменным источникам известна с XIX века как селение в Лельчицкой волости Мозырского уезда Минской губернии. Согласно переписи 1897 года хутор. В 1932 году жители вступили в колхоз, работали кузница и шерсточесальня. Во время Великой Отечественной войны в деревне и окрестностях в конце 1942 года — августе 1943 года базировалось украинское партизанское соединение под командованием А. Н. Сабурова. В мае 1943 года к партизанам этого соединения перешла группа словаков-антифашистов и организован партизанский отряд во главе с Яном Налепком. Тут же базировались Лельчицкие подпольные райкомы КП(б)Б и ЛКСМБ и Лельчицкая партизанская бригада. В их честь в 1980 году около здания исполкома сельского Совета установлен мемориальный знак. В июле 1943 года оккупанты сожгли деревню и убили 4 жителей.
С 22 декабря 1959 года до 1988 года центр Марковского сельсовета Лельчицкого, с 25 декабря 1962 года Мозырского, с 6 января 1965 года Лельчицкого района Гомельской области. Согласно переписи 1959 года центр колхоза имени М. И. Калинина, располагались кирпичный завод, 9-летняя школа, библиотека, Дом культуры, детский сад, фельдшерско-акушерский пункт, отделение связи.
В состав Марковского сельсовета до 1991 года входила в настоящее время не существующая деревня Калиновка (до 1948 года — Сиваки).

## Население

### Численность
- 2004 год — 156 хозяйств, 365 жителей.

### Динамика
- 1897 год — 7 дворов, 52 жителя (согласно переписи).
- 1917 год — 71 житель.
- 1940 год — 65 дворов, 310 жителей.
- 1959 год — 409 жителей (согласно переписи).
- 2004 год — 156 хозяйств, 365 жителей.